# Labardén
Labardén es una localidad del partido de General Guido, en la provincia de Buenos Aires (Argentina). Se encuentra ubicada 300 km al sur de la ciudad de Buenos Aires.
Se accede a esta localidad tomando un camino consolidado de tierra de 24 km desde la localidad de Maipú (km 275 de la Autovía 2) con dirección Oeste.

## Población
Cuenta con 799 habitantes (Indec, 2010), lo que representa un descenso del 2,4% frente a los 819 habitantes (Indec, 2001) del censo anterior.
| Gráfica de evolución demográfica de Labardén entre 1991 y 2010 |
|                                                                |
| Fuente: Censos nacionales del INDEC                            |

## Eventos destacados

### Fiesta Provincial del Caballo Criollo
Se trata de una fiesta tradicionalista que se realiza todos los años en la primera quincena del mes de enero. Las actividades principales son jineteadas, pruebas de rienda, desfile de tropillas y emprendados, recitales de grupos y vocalistas folclóricos locales regionales y nacionales.
Página web: https://web.archive.org/web/20110203014315/http://fiestacaballocriollo.com/

## Historia[1]

### Origen de las tierras
En los campos de don Eustaquio Rodríguez y Lucía Muñoz se estableció una estación del Ferrocarril del Sud.
En esa época era costumbre nomenclar las estaciones con el nombre de los propietarios donantes de las tierras; por tal motivo en sus comienzos la estación se llamó «Rodríguez».
En 1896, el agrimensor José María Vinent cita en su plano a esta estación como «Labardén [sic, por Lavardén], antes Rodríguez».
Entre don Pedro Rodríguez y el Ferro Carril Sud hubo problemas con respecto a las tierras que ocupaba el ferrocarril, esto hizo cambiar de donación por venta, por lo que el ferrocarril desde ese entonces denomina a la estación con el nombre de Labardén, en homenaje a Manuel José de Lavardén (que firmaba su nombre con la letra uve).
Al respecto se puede decir que siendo intendente don Juan Roncoronni intentó cambiar mediante un proyecto de ley el nombre de Labardén por el verdadero: Lavardén. Pero no tuvo éxito: el pueblo continúa llamándose Labardén (con be larga).
La estación Labardén no está incluida dentro del pueblo fundado por don Gumersindo Giles, se encuentra ubicado a unos 500 metros de la calle de circunvalación y dentro de una propiedad lindera.
Las instalaciones del ferrocarril datan del año 1890 y se encuentran totalmente fuera de servicio y no hay ningún tipo de servicio ferroviario en la actualidad.
- El 27 de julio de 1836, don Mauricio Pizarro vendió a don Eustaquio Rodríguez un campo de su propiedad situado en el partido de Monsalvo (hoy General Guido), compuesto por dos leguas de frente y una de fondo, comprometiéndose a la escritura correspondiente cuando el Superior Gobierno aprobara la mensura practicada en el mencionado campo.
- El 10 de enero de 1891 se efectuó la escritura definitiva de estas tierras a favor de la testamentería de don Eustaquio Rodríguez.
- Las tierras habían sido mensuradas en 1835 por el agrimensor Ambrosio Crámer y más tarde, en 1871, por el agrimensor Fortunato Gómez.
- El 23 de noviembre de 1886 el Dr. Benito Carrasco (juez de Primera Instancia en lo Civil y Comercial del Departamento del Sud), aprobó la cuenta de división y adjudicación de los bienes de la testamentería de don Eustaquio Rodríguez y doña Lucía Muñoz, levantada por los doctores Lecot, Burgos y Espinosa. Según la misma, el campo fue dividido en ocho fracciones correspondientes a los herederos: Pedro, Juana Francisca, María Fermina, Abdona, Apolinario, Marcelino, Aniceto y Saturnino Rodríguez.
- En 1892 el agrimensor Fortunato Gómez fue el encargado de dividir el campo para los herederos de Rodríguez.
- El 14 de julio de 1892 el Departamento de Ingenieros aprobó la subdivisión. De esta mensura surgió un sobrante entre los ocho herederos y solicitaron posteriormente su compra al Estado (Mensura n.º 58 de General Guido).
- El 18 de julio de 1894 el juez Dr. José A. Carielo realizó la partición de los bienes por fallecimiento de doña Abdona Rodríguez de Giles —heredera de una de las ocho fracciones en que el agrimensor Gómez había subdividido el campo en 1892—. Sus tierras correspondieron a sus hijos Gumersindo, Timoteo y Petrona Giles.
- El 18 de septiembre de 1896 doña Petrona Giles vendió a su hermano Gumersindo la parte indivisa del campo que le fuera adjudicado en la testamentería de su madre, doña Abdona Rodríguez de Giles.
- El 12 de noviembre de 1896 don Gumersindo y don Timoteo Giles solicitaron al juez de Primera Instancia la mensura, división y traza de un pueblo en tierras de su propiedad, situadas en el partido del Vecino (hoy General Guido). en 1896 el agrimensor José María Vinent fue el encargado de practicar la mensura (Mensura n.º 70 de General Guido).
- En 1896  la firma Juan Roncoroni y Cía. (Remates y ferias). Adquirió la mayor parte de las tierras en que se había fundado Labardén, loteándolas en solares y enajenándolas a los pobladores con facilidades para su adquisición y, financiando con liberalidad, la construcción de numerosas viviendas. Los lotes se ofrecían al vecindario con escrituración gratis.El pueblo tomó un gran impulso gracias a la acción de Don Juan Roncoroni  y sus socios. Estaba, además en una zona apta para todo cultivo y susceptible de división y fraccionamiento, por lo que existían numerosos propietarios en la campaña. (Punto extraído de: Semblanza de un Luchador, Biografía de Juan Roncoroni, Autor Atilio Roncoroni, Dolores, provincia de Buenos Aires 1973) http://semblanzasdeluchadores.blogspot.com/2009/11/semblanza-de-un-luchador.html Desde 1973, una de las calles del pueblo de Labardén lleva el nombre de Juan Roncoroni.

### Primeros pobladores
Uno de los primeros asentamientos de población en la zona que hoy ocupa el pueblo de Labardén fue el correspondiente a la pulpería de Rodríguez Avello; figura en el plano de 1892, levantado por el agrimensor Fortunato Gómez; esta pulpería estaba ubicada dentro del campo de doña Abdona Rodríguez.
La misma población y sus alambrados aparecen también en el plano de la traza del pueblo, firmado por el agrimensor José María Vinent en 1896, dentro de la manzana señalada con el n.º 3 del futuro ensanche.
Según el fichero de inscripción de Dominio de Vendedores correspondientes al Partido de General Guido, las primeras ventas de tierra en Labardén fueron efectuadas por Gumersindo Giles en 1897, siendo los compradores Salvador Plana, Beltrán Larroquet, Juan Rodríguez, Pedro Rodríguez, Horacio Molina, José Palú Lacoste, Petrona Giles de Falcón, Francisca Torres de Ibarra, Julio Federico Solanet, Antonio Ayello, Valerio Julián Arrutia, María Etcheto de Tolosa, Pedro Cruz, Manuel González, María Godoy, Jorge Maldonado, José La Frata, Nemesio Olariaga y otros.

### Trazado del pueblo
En 1896 don Gumersindo Giles, conjuntamente con la división del campo que posee en condominio con su hermano Timoteo, propone la traza de un pueblo, cuyo plano levanta el agrimensor José María Vinent, firmado en diciembre de 1896 (Mensura n.º 70 de General Guido).
Según el agrimensor Vinent, la superficie que ocupa el pueblo es de trescientas cincuenta hectáreas, cincuenta y seis áreas, ochenta y siete centiáreas, dentro de las que estaba incluido el triángulo que encierra una superficie de diez hectáreas, cincuenta y ocho áreas y treinta centiáreas, tomado de la propiedad lindera perteneciente a doña Francisca Rodríguez, esposa de don Gumersindo Giles.
El terreno se dividió en treinta y seis manzanas, con una superficie de una hectárea cada una, colocando estacas de madera numeradas en todas las esquinas, trazando las calles de 15 metros de ancho. La manzana n.º 32 fue señalada para la plaza.
Concluida esta división, el agrimensor procedió a medir las tierras destinadas al futuro ensanche del pueblo, que ocupa una superficie de treinta y cuatro hectáreas, cincuenta y dos áreas, cincuenta y cinco centiáreas. Continuó luego con la división de las dieciséis quintas y once chacras, señaladas todas ellas en el terreno con estacas de madera clavadas en las cuatro esquinas y rodeadas de calles de quince metros de ancho (Mensura n.º 70 de General Guido).
La formación de este centro de población no siguió el curso administrativo correspondiente. Su fundador, Gumersindo Giles, realizó la mensura de subdivisión del campo que poseía en condominio con su hermano Timoteo y luego trazó el pueblo en tierras de su propiedad, a las que agregó una pequeña fracción del campo lindero, perteneciente a su esposa Francisca Rodríguez.
El agrimensor José María Vinent, luego de haber efectuado las mensuras correspondientes y replanteo del pueblo, elevó todo lo actuado para su aprobación al Departamento de Ingenieros (Mensura n.º 70 de General Guido).
El Departamento de Ingenieros, con fecha 29 de diciembre de 1896, remite su informe al Juzgado, aprobando todo lo actuado, y en lo referente al pueblo dice lo siguiente:
«En cuanto a la traza del pueblo verificada en el terreno de Gumersindo Giles, este Departamento nada tiene que observar, pues ella se ajusta a las disposiciones vigentes sobre la materia, debiendo dar al Superior Gobierno oportunamente la intervención que le corresponde».
El 8 de marzo de 1897, el Juzgado dicta el auto de aprobación de la mensura de división del condominio de los señores Gumersindo y Timoteo Giles, acotando con respecto a la traza del pueblo lo siguiente:
«En cuanto a la traza del pueblo ocurran los interesados ante quien corresponda para su aprobación por no ser del resorte de este Juzgado».
No hace más referencias de la traza del pueblo. De no surgir otro documento del Gobierno de la provincia, decretando la aprobación del trazado en tierras de don Gumersindo y Timoteo Giles, el Departamento de Investigación histórica y cartográfica observa que debe tomarse como fecha de fundación del pueblo el 29 de diciembre de 1896, fecha del informe al Departamento de Ingenieros, que es el único organismo oficial que aprobó la traza.
Con respecto al nombre del pueblo, no hay constancia de la designación que pensaba darle el fundador, ya que no lo menciona el agrimensor Vinent, limitándose ambos a mencionarlo como «Pueblo en las tierras de Gumersindo Giles».
Para la época de la traza ya la estación figura como «Labardén», aunque con la acotación de «antes Rodríguez», como puede observarse en los planos de 1896.
Es evidente que la nomenclatura de la estación se hizo extensiva al pueblo que se formó en sus inmediaciones. El uso y la costumbre lo incorporaron definitivamente.

## Origen del nombre
Enrique Udaondo, en su obra Significado de la nomenclatura de las estaciones ferroviarias de la República Argentina, recuerda al ilustre poeta y dramaturgo argentino Manuel José de Lavardén, porteño, hijo del Dr. Juan Manuel de Lavardén (que en 1754 había sido funcionario del cabildo de Buenos Aires). El hijo estudió Derecho en la Universidad de Chuquisaca y volvió a su ciudad natal ya doctorado en 1778, cuando Vértiz iniciaba su fecunda actuación en el Virreinato del Plata.
El poeta Lavardén entró en contacto con Vértiz y con el ambiente más ilustrado. Estrenó en el Teatro de la Ranchería la primera obra de teatro de contenido argentino titulada Siripo, que fue recibida con gran éxito.
En 1801 el Telégrafo Mercantil divulgó su «Oda al Paraná» que lo consagró como máximo poeta del Plata.
Vivió sus últimos años en su Estancia del Sauce, en la Banda Oriental, consagrado a la ganadería. Murió en 1808, antes de la Revolución de Mayo (1810), a bordo de una fragata en que volvía de España con una muestra de animales de raza.
Sobre su muerte también se dan distintas versiones. La más documentada es la que sostiene el Libro de Pehuajó, que dice que falleció en la Colonia del Sacramento el 31 de octubre de 1808.

## Deportes
- Liga Maipuense de fútbol

### Personalidad destacada
- Walter Mazzantti